# 大绍卡奇
大绍卡奇（匈牙利語：Nagyszakácsi），是匈牙利绍莫吉州所辖的一个村。总面积21.37平方公里，总人口489，人口密度22.9人/平方公里（2011年1月1日）。